# Кенсингтонские сады

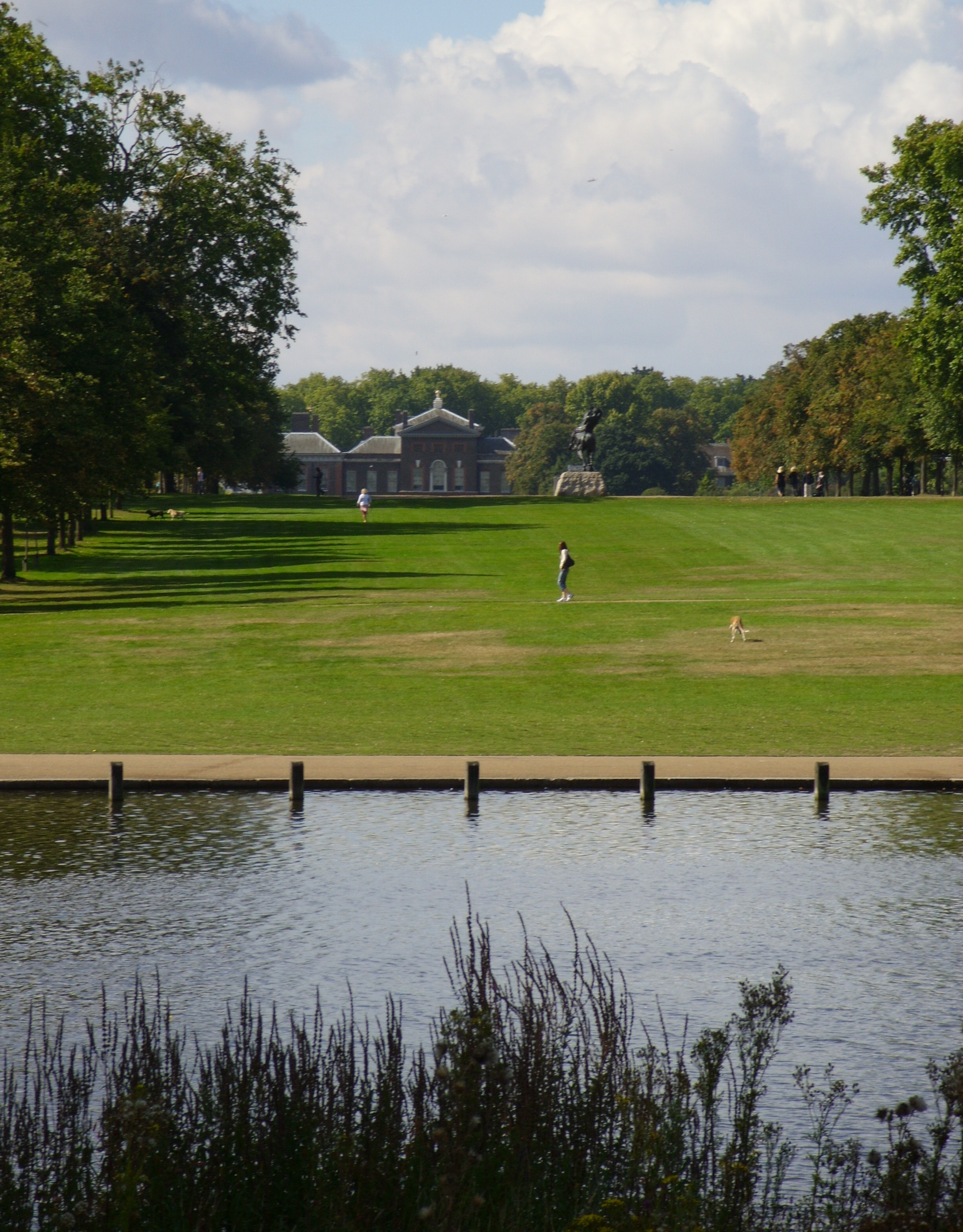
Вид на Кенсингтонский дворец

Кенсингто́нские сады́ (англ. Kensington Gardens) — королевский парк в лондонском районе Кенсингтон, вокруг Кенсингтонского дворца. До 1728 года представлял собой часть Гайд-парка.

## История
Доступ в парк был открыт королевой Каролиной в 1728 году и только по воскресеньям. Из-за близости к Кенсингтонскому дворцу территория Кенсингтонских садов дольше оставалась закрытой для публики.
На берегу озера — статуя Питера Пэна, воздвигнутая в 1912 году по инициативе и на средства Дж. М. Барри, автора книг «Питер Пэн в Кенсингтонском саду» (1906) и «Питер и Венди» (1911). В 2000 году была открыта Детская площадка памяти принцессы Дианы, дизайн которой также основан на сюжете книг о Питере Пэне.
Вдоль западной части садов расположена улица Кенсингтон-Палас-Гарденз, где бо́льшую часть зданий занимают роскошные особняки и посольства.

## Галерея

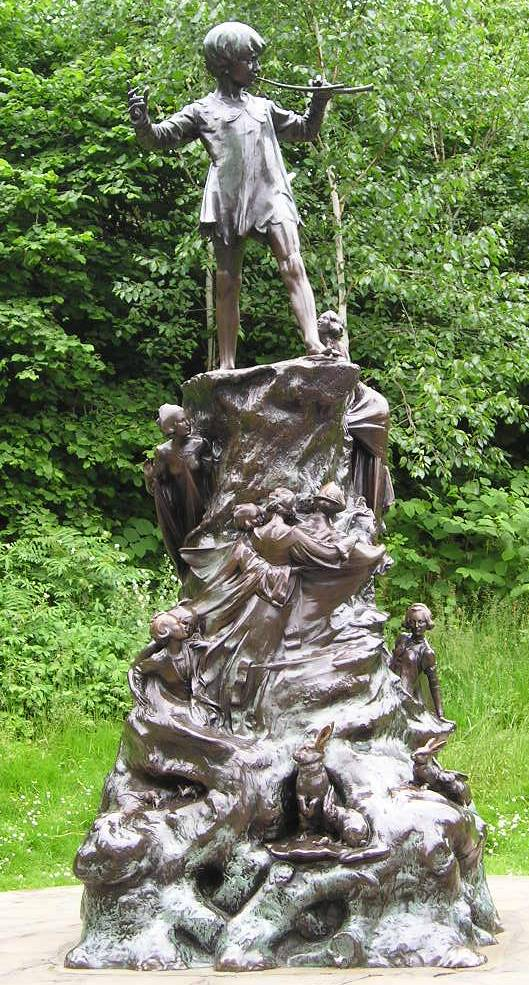
Статуя Питера Пэна. Работа скульптора Дж. Фрамптона
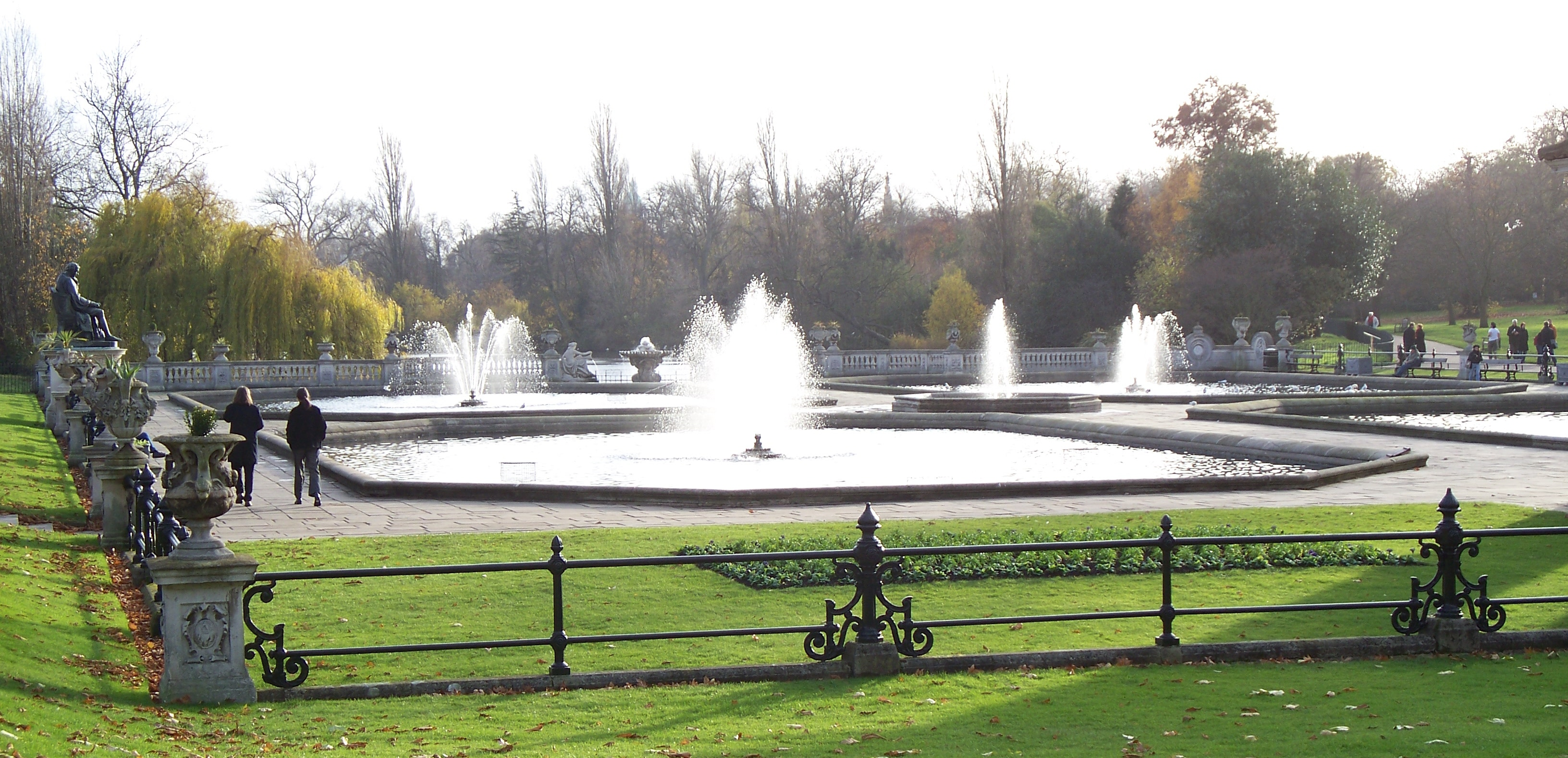
Фонтаны
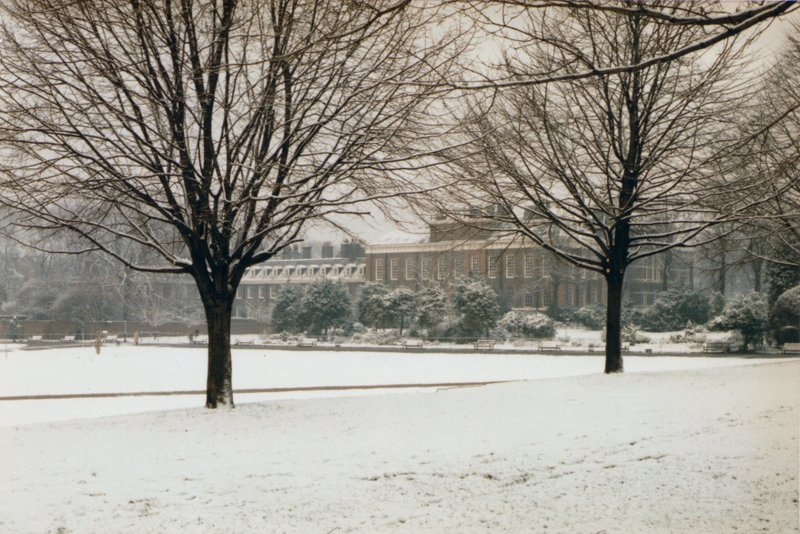
Сады и дворец зимой
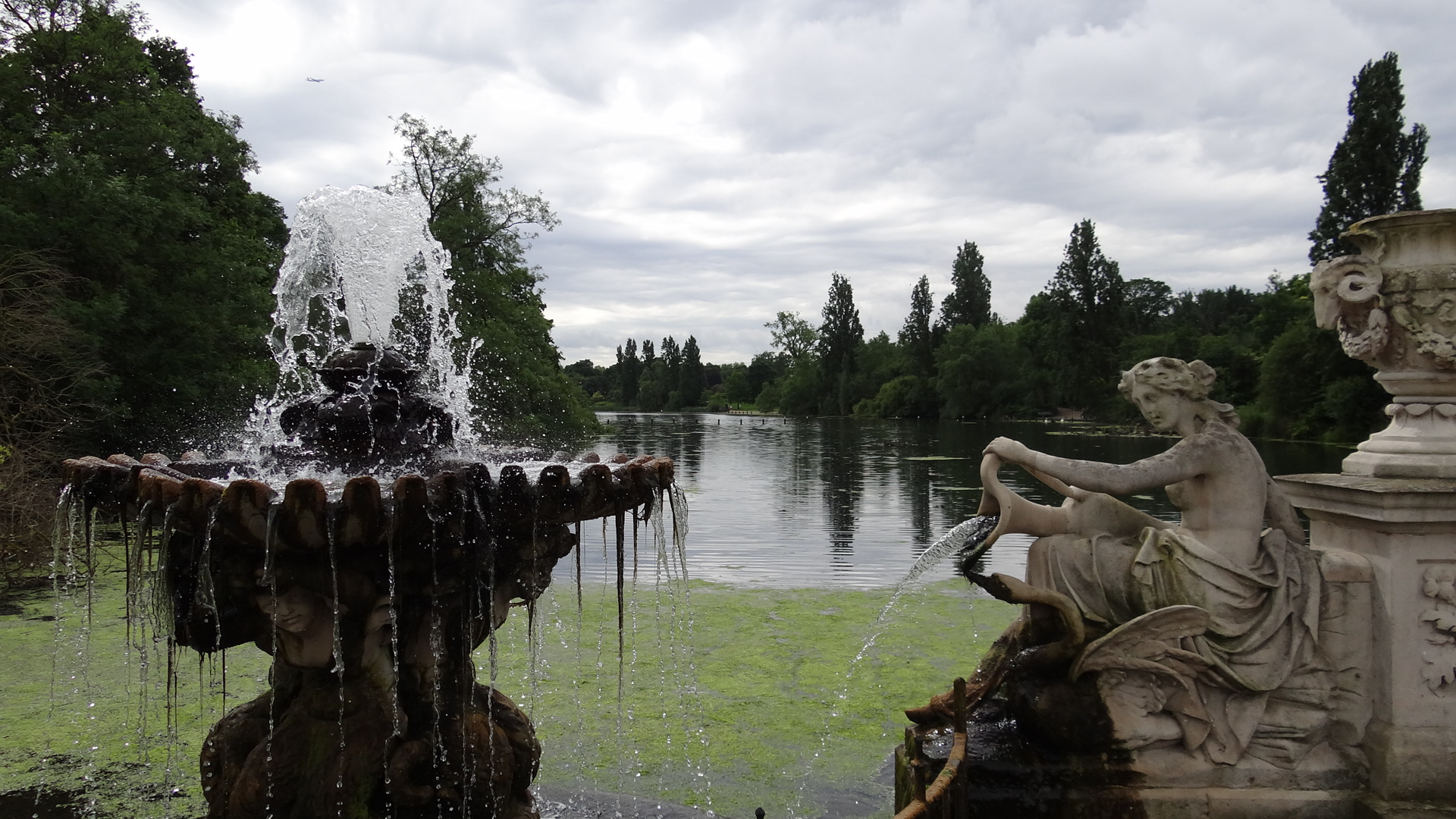
Фонтан в Итальянской парке Гайд парка